# Kabinettstück

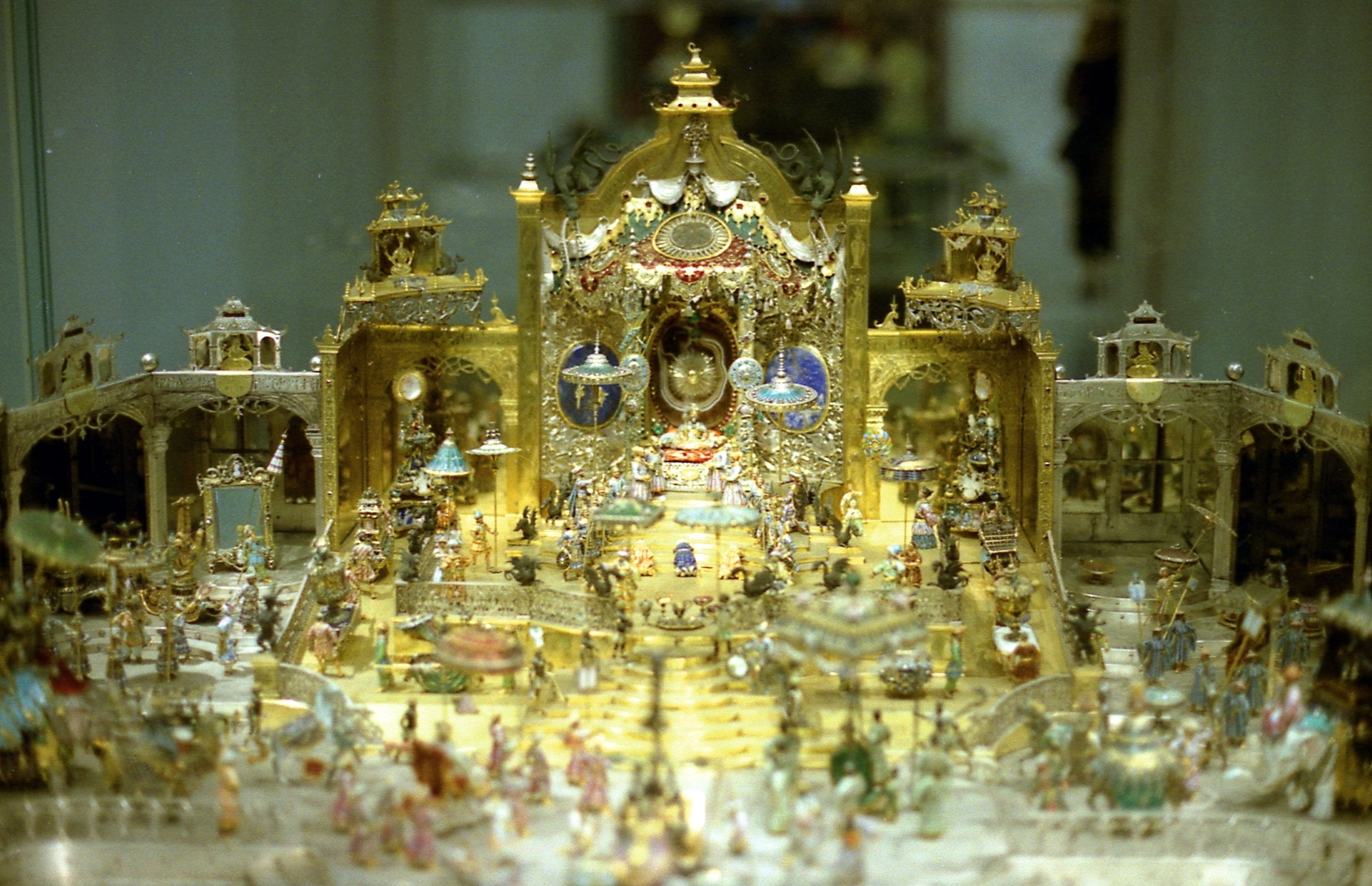
Johann Melchior Dinglinger: Kabinettstück

Als Kabinettstück („Kabinett“ im Sinn der fürstlichen Wunderkammern, die den heutigen Kulturinstituten vorausgingen) bezeichnet man ein meist kleinformatiges Meisterwerk.

## Bedeutung
Verarbeitung, Materialwert und Idee brachten Kunst-Stücke in die Wunderkammer eines Fürsten, einen privaten Ausstellungsraum. Auch heute sind Kabinettstücke oft in Privatsammlungen statt in Kunstmuseen zu finden.
Im Übertragenen bezeichnet der Begriff eine besonders geschickte und dadurch unerwartet erfolgreiche Vorgehensweise.